# Алев (насеље)
Алев (фр. Allèves) насеље је и општина у источној Француској у региону Рона-Алпи, у департману Горња Савоја која припада префектури Annecy.
По подацима из 2011. године у општини је живело 360 становника, а густина насељености је износила 40,86 становника/km². Општина се простире на површини од 8,81 km². Налази се на средњој надморској висини од 636 метара (максималној 1.621 m, а минималној 480 m).

## Демографија
| 1962. | 1968. | 1975. | 1982. | 1990. | 1999. | 2011. |
| ----- | ----- | ----- | ----- | ----- | ----- | ----- |
| 206   | 170   | 171   | 185   | 209   | 262   | 360   |

График промене броја становника у току последњих година